# Mont-ros (antic municipi)
| \| ← \| 1812 — 1972 \| → \|                                            |                    |   |
| Escut d'armes                                                          |                    |   |
| Mont-ros dins de la Torre de Cabdella                                  |                    |   |
| Període històric                                                       | Edat Contemporània |   |
| • Creació del municipi (Constitució de Cadis)                          | 1812               |   |
| • Annexió de Beranui, Gramenet, Mont-ros, Paüls de Flamisell i Pobellà | Febrer del 1847    |   |
| • Annexió a la Torre de Cabdella (Pallars Jussà)                       | 1972               |   |
| Superfície                                                             |                    |   |
| • 1970                                                                 | 25,56 km2          |   |
| Població                                                               |                    |   |
| •                                                                      | 66                 |   |
| • 2006                                                                 | 207                |   |
| ←                                                                      | 1812 — 1972        | → |

Mont-ros era un municipi cap a la meitat central-meridional de l'actual municipi de la Torre de Cabdella, del Pallars Jussà, al qual pertany des del 1970, any en què, juntament amb la Pobleta de Bellveí hi fou integrat.
Malgrat pertànyer al Pallars Jussà, fins a la supressió del partit judicial de Sort en formà part. Aleshores passà a formar part al de Tremp, on és ara.
Tenia el seu centre antic en el poble de Mont-ros, que més modernament fou substituït en aquest paper central per la Plana de Mont-ros, antic barri del primer que anà agafant personalitat com a poble ja en època contemporània.

## Perímetre de l'antic terme
Comença aquesta descripció a Serra Espina, al Turó del Cuet, de 1.560,9 m. alt., on es trobaven els termes municipals de Mont-ros, la Pobleta de Bellveí i Montcortès de Pallars; els dos primers ara estan integrats en el de la Torre de Cabdella, i el tercer, en el de Baix Pallars, del Pallars Sobirà.

### Límit amb l'antic terme de la Pobleta de Bellveí, ara de la Torre de Cabdella
Des del Turó del Cuet, l'antic termenal entre Mont-ros i la Pobleta de Bellveí seguia una carena cap a ponent que va a cercar l'extrem nord-est del Serrat de les Cases, o des Cases, a 1.445,4 m. alt., i en arribar a aquesta alçada, gira cap al sud-oest per tal de seguir aquest serrat carena avall. Sempre carena avall, passa per on hi hagué el poblat de Puiforniu, a 1.275,7 m. alt., i continua en la mateixa direcció al sud del lloc on el barranc de Serra Espina s'aboca en el Flamisell, a 824 m. alt., a la Roca del Corb.
En aquest punt el termenal girava sobtadament cap al nord, i seguia riu amunt, però no exactament pel riu, sinó per una línia recta a ponent de la llera del Flamisell, que retrobava el riu pràcticament a les portes de la Plana de Mont-ros, deixant el fons de la vall del Flamisell en terme de Mont-ros. Des d'aquest lloc sí que seguia el riu mateix, fins que trobava l'afluència, venint de ponent, del barranc Roi, a 894,6 m. alt. Just en aquest lloc es trobaven els antics termes de Mont-ros, la Pobleta de Bellveí i la Torre de Cabdella, ara tots tres agrupats en el municipi que duu el nom del tercer dels esmentats.

### Límit amb l'antic terme de la Torre de Cabdella
Des del punt anterior, el termenal seguia riu amunt, cap al nord-est, un bon tros, fins que arribava a l'extrem nord del poble de Molinos (la Torre de Cabdella), a 989 m. alt. D'aquí, enfilava cap al nord-est per la Serrat del Solà (es Collades, de 1.569,4 m. alt., Pui Redó, de 1.560,4) i després per la Serrat de Cabo, fins a arribar a lo Tossal, de 2.493,9 m. alt. En aquest lloc es trobaven altre cop tres termes: Mont-ros, la Torre de Cabdella i Llessui, ara pertanyent al terme municipal de Sort, del Pallars Sobirà.

### Límit amb l'antic terme de Llessui, ara de Sort
En aquest darrer punt comença el límit entre les comarques del Pallars Jussà i el Pallars Sobirà.
Des de lo Tossal, el termenal de Mont-ros segueix cap al sud-est, per la carena de la Serra del Rei, cap al Bony, de 2.446,1 m. alt., i el Tuc de la Cometa, de 2.444,8. Al Tuc de la Cometa el termenal torç cap al nord-est, per anar a buscar el Cap de Coma Llobatera, de 2.397,8 m. alt., i el Cap de Cabristà, de 2.372,3, on es trobaven els termes municipals de Mont-ros, Llessui i Enviny, els dos darrers actualment del terme municipal de Sort, al Pallars Sobirà.

### Límit amb l'antic terme d'Enviny, ara de Sort
El tros on coincidien els termes de Mont-ros i d'Enviny era breu: del cim del Cap de Cabristà a 500 metres al sud-est de la seva mateixa carena, on es trobaven els termes de Mont-ros, Enviny i Montcortès de Pallars, és a dir, on es troben actualment els termes de la Torre de Cabdella, del Pallars Jussà amb el de Sort i el de Baix Pallars, els dos darrers del Pallars Sobirà.

### Límit amb l'antic terme de Montcortès de Pallars, ara de Baix Pallars

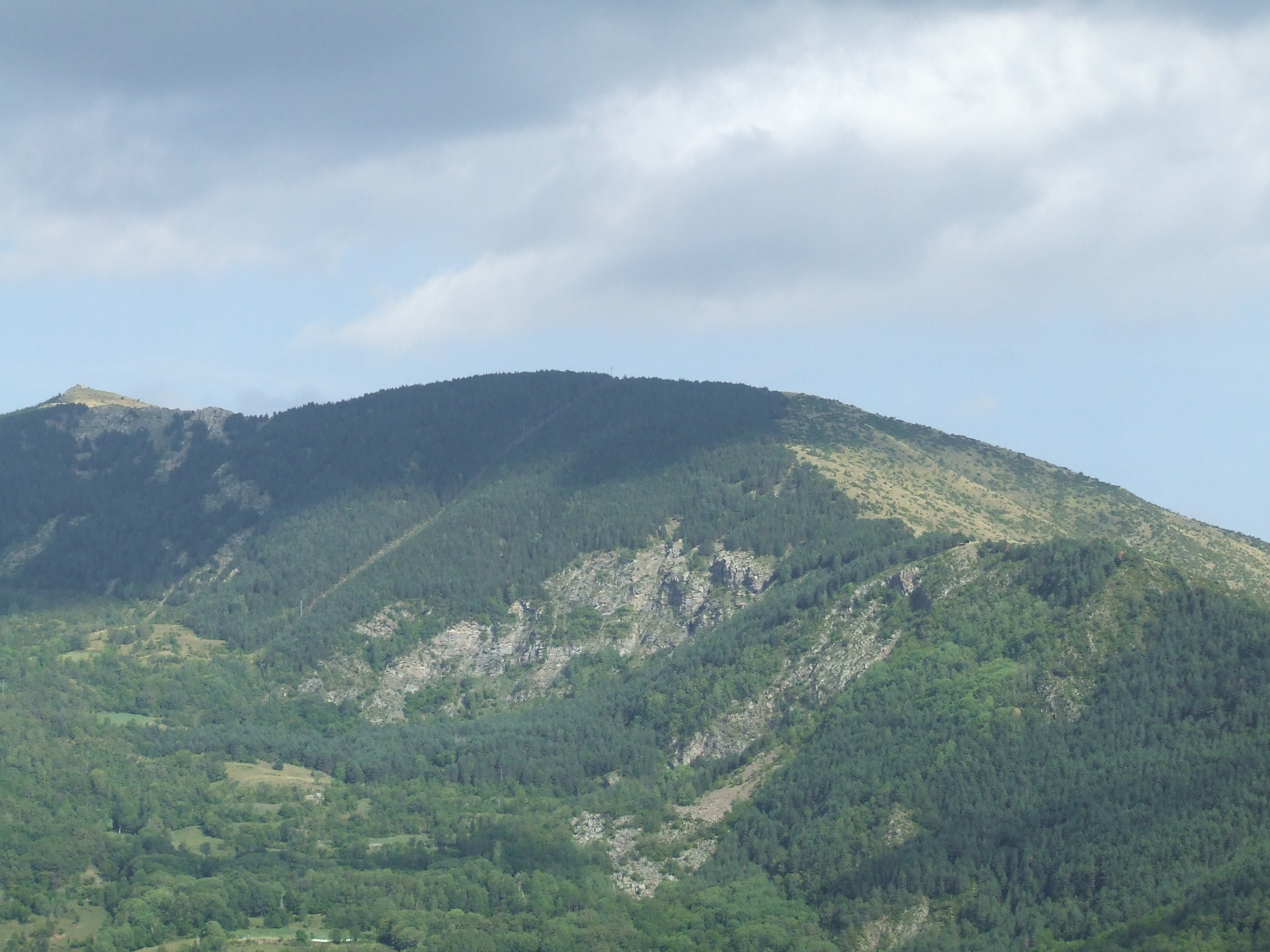
La carena que fa de límit entre els dos Pallars

Des del punt anterior, la línia de terme no segueix cap accident orogràfic, sinó que traça una línia recta tallant la capçalera de la vall d'Ancs per anar de dret cap a l'oest-sud-oest cap al cim de la Roca de Rovellosa, de 2.013,5 m. alt., a l'extrem sud del Serrat de Riuferreres.
En aquest lloc, i sense seguir tampoc cap relleu orogràfic, traça una línia quasi recta cap al sud-sud-oest que va de dret a la Collada de Sant Quiri, de 1.713,8 m. alt. Aquí sí que el termenal va a cercar la carena, puja al Tossal de Sant Quiri, de 1.834,2 m. alt., i continua carenant, aproximadament en direcció sud-oest, seguit la sinuositat de la carena, cap al Cap de la Ginebrera (1.772,2 m. alt.), la Collada de la Ginebrera (1.624,9), el Pui Sidós (1.641,2) i la Roca de Pui Sidós (1.628,9), el Serrat de Gramenet i la Collada de Fàdigues, on comena la Serra Espina, fins que arriba al Turó del Cuet, on ha començat aquesta descripció. Aquest darrer paràgraf correspon a la fotografia adjunta.
Alhora s'acaba el termenal entre les comarques del Pallars Jussà i el Pallars Sobirà.

## L'interior del terme

### La coma de Mont-ros (Mont-ros, Paüls de Flamisell i Pobellà)

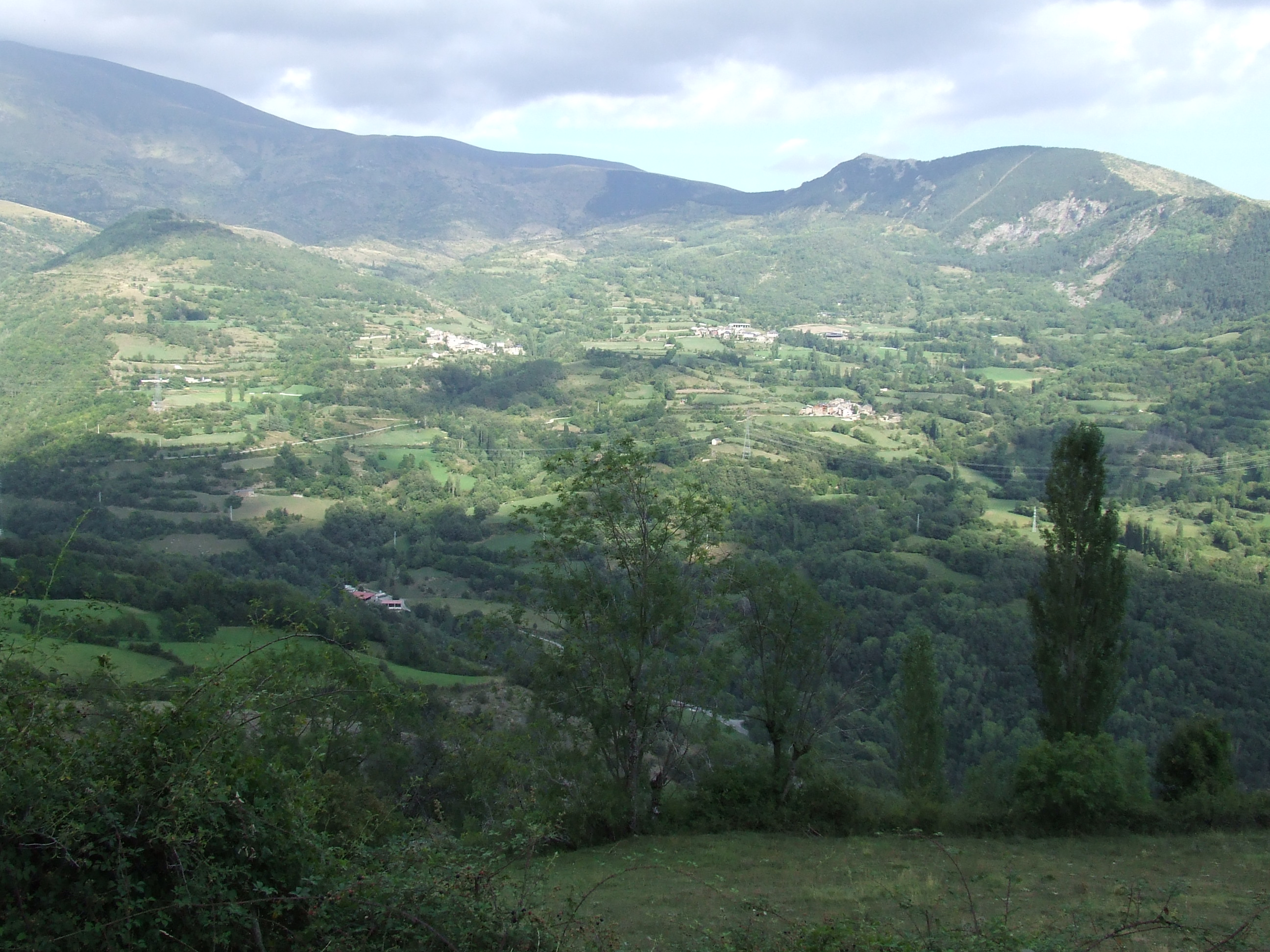
La Coma, amb els pobles de Mont-ros, Pobellà i Paüls de Flamisell

La coma de Mont-ros era el sector principal de l'antic terme de Mont-ros. Emmarcat al sud-est pel Cap de la Ginebrera i el Tossal de Sant Quiri, al sud pel Serrat de Rascars, al nord-est per la Roca de Rovellosa i al nord pel Serrat del Solà i el Serrat de Cabo, la Coma inclou l'antic cap de municipi, el poble de Mont-ros, al costat nord, molt a prop i al seu sud-est el de Pobellà i també força a prop i al sud-oest, el de Paüls de Flamisell.
Forma una vall ampla, amb sector plans a la zona central -d'on el fet que s'anomeni coma-, oberta de sud-oest a nord-oest, tangencial amb la vall principal del Flamisell.
Centra la vall el torrent de la Solana, al sector nord discorre el barranc de les Espones, i d'altres barrancs de menys recorregut, com el de la Plantadeta, a la zona de Paüls de Flamisell.
Per aquesta vall davallava des de Serraspina i Gramenet de Beranui el camí de bast medieval que centrava la ruta dels traginers que duien la sal de Gerri de la Sal cap a la Vall de Boí. Per Mont-ros, el camí baixava a travessar el Flamisell i s'enfilava pel costat oposat de la vall cap a Astell, Obeix i Aguiró, des d'on passava a la vall de Manyanet per després passar cap a la Vall de Boí i el Pont de Suert.

### La vall del barranc de Gramenet (la Plana de Mont-ros, Beranui, Gramenet i Serraspina)

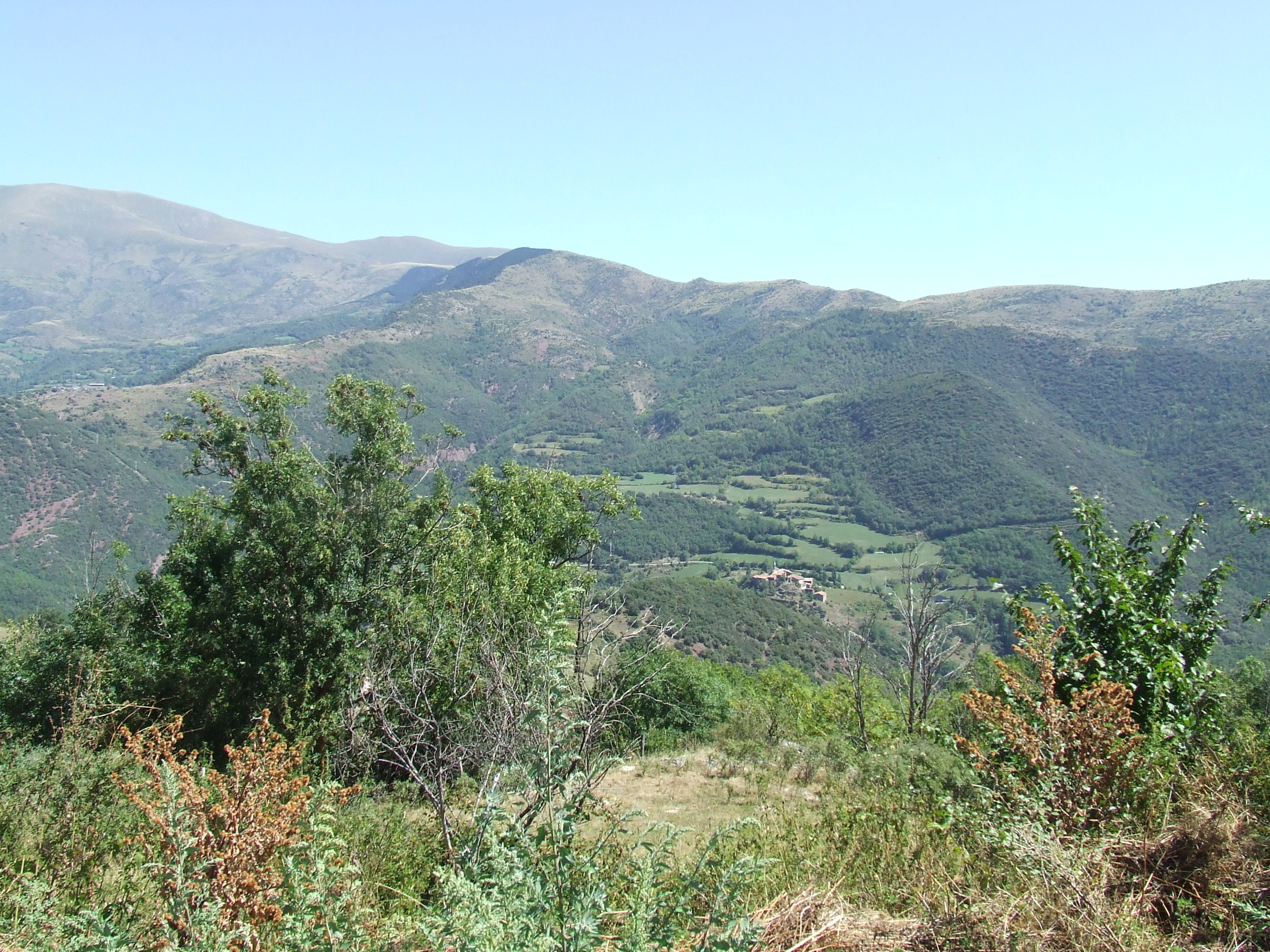
La vall de Beranui i Gramenet

És l'altra vall que formava l'antic municipi de Mont-ros. Des del poble de la Plana de Mont-ros, la vall s'enfila cap a llevant, amb el poble de Beranui a l'extrem meridional i les restes de l'antic poble de Gramenet de Beranui enfilat a llevant i abandonat des de fa anys.
Aquesta vall està limitada al nord pel Serrat de Rascars, al nord-est pel Cap de la Ginebrera, a llevant per la Serra Espina, on hi havia l'antic poble alt-medieval de Serraspina, i pel sud pel Serrat de les Cases. El límit de ponent és el mateix Flamisell.
Centra la vall el barranc de Gramenet, amb els seus curts afluents costeruts, propis de com és de tancada aquesta vall: el barranc del Ban, el de la Roca Foradada, el del Bosc, etcètera. A la part meridional de la vall, al sud de Beranui, es troba també el barranc del Solaró.
Per aquesta vall travessava la carena i començava a baixar, passant per Serraspina, el camí de traginers de la sal, de Gerri de la Sal a la Vall de Boí, en el tram anterior a l'explicat en l'apartat precedent.

## Nuclis de població
| Entitat de població  | Habitants |
| -------------------- | --------- |
| Beranui              | 11        |
| Gramenet de Beranui  | 0         |
| Molinos              | 23        |
| Mont-ros             | 47        |
| Paüls de Flamisell   | 34        |
| La Plana de Mont-ros | 63        |
| Pobellà              | 51        |
| Font: Idescat        |           |

Les entitats de població que constituïen aquest municipi eren els pobles i caseries de La Plana de Mont-ros, Beranui, Gramenet de Beranui, Molinos, Mont-ros, Paüls de Flamisell i Pobellà. També hi havia hagut el despoblat de Puiforniu i l'antic poble, altmedieval, de Serraspina. Cadascun d'ells té el seu article corresponent.
- Beranui
- Gramenet de Beranui
- Molinos

- Mont-ros
- Paüls de Flamisell
- La Plana de Mont-ros
- Pobellà

## Història
Consten en el terme de Mont-ros 208 habitants el 1718, que ja havia baixat a 166 el 1787. El 1831 hi consten 462 (entre Gramenet de Beranui, Mont-ros, Paüls de Flamisell i Pobellà) i, en canvi, pujà a 773 el 1860. A la segona meitat del segle xx, la població ha continuat minvant: 370 el 1960, 302 el 1970, 186 el 1981, i 229 el 2005, cosa que ha suposat una lleugera remuntada. Mont-ros formava part dels dominis del marquès de Pallars, que eren també ducs de Cardona i de Segorb i vescomtes de Vilamur.

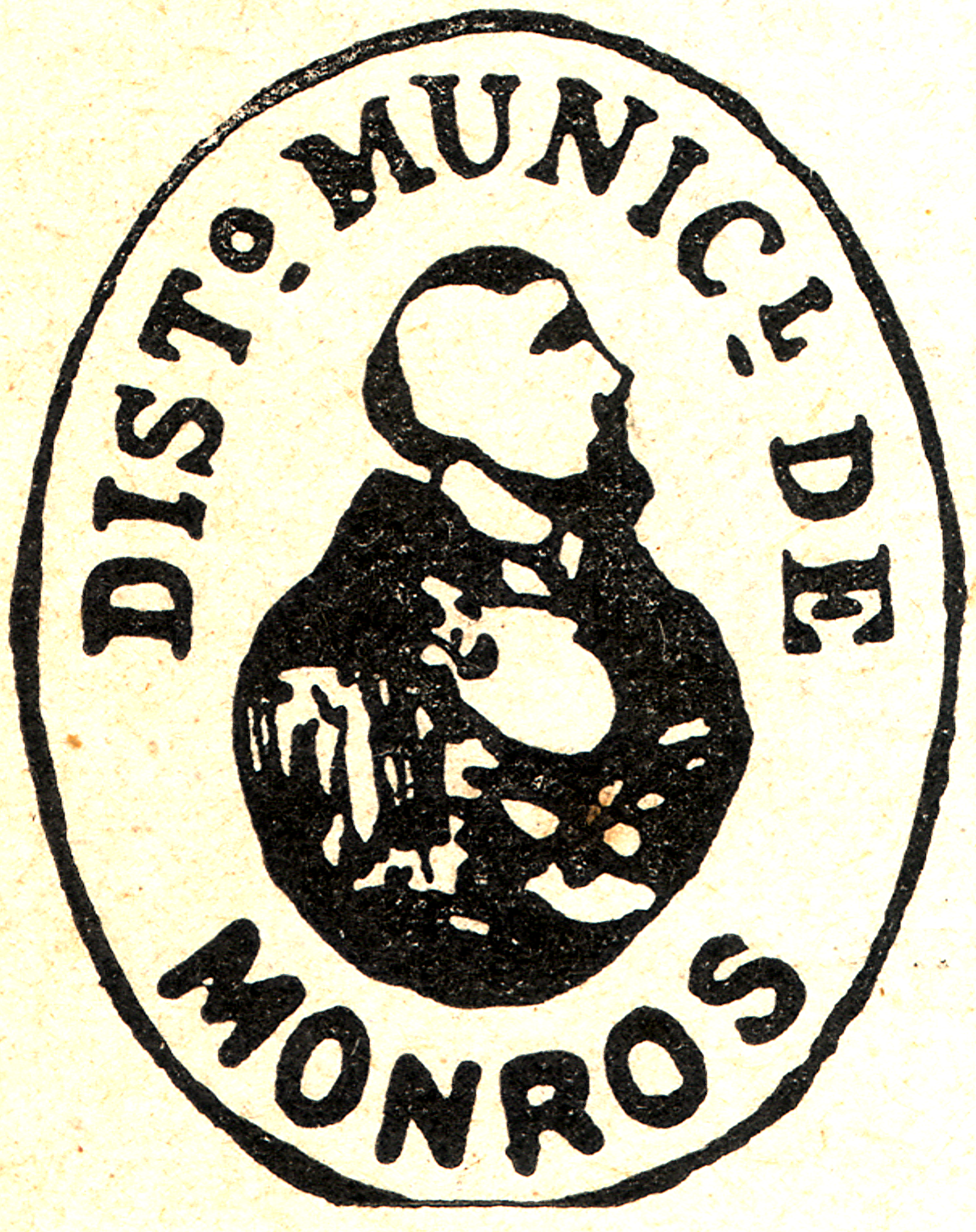
Segell municipal antic, de vers el 1910

En el moment de constituir-se els ajuntaments moderns, el 1812, a partir del desplegament de la Constitució de Cadis, el mapa municipal de la Vall Fosca era molt diferent d'ara. Com que en un primer moment es permeté la creació de tots els ajuntaments que anteriorment haguessin tingut alguna mena de personalitat jurídica, en un primer moment sorgiren els ajuntaments següents, en el que després seria terme municipal de Mont-ros: Brenuy de la Baronía de Claret, Gramanet, Monrós, Pauls i Pobellar. El 1845, però, una nova llei municipal fixava un límit de 30 veïns (caps de família) per poder mantenir la independència municipal, i tots els ajuntaments anteriors foren agregats a Mont-ros, que fou erigit en capital del districte municipal. A la Pobleta de Bellveí i a la Torre de Cabdella s'esdevenia un procés similar, explicat en els seus articles respectius.
En el cens del 1857 Monrós apareix amb 691 habitants i 128 cèdules personals inscrites, repartides de la manera següent: Brenuy, 126 habitants i 18 cèdules; Gramenét, 45 i 8; Monrós, 237 i 46, Pauls, 127 i 24 i Povellá, 156 i 32.
Ceferí Rocafort (op. cit.), esmenta, vers el 1915, que el dictricte municipal de Mont-rós té 181 edificis, amb 458 habitants de dret i 462 de fet. Dotze d'ells són escampats, entre els quals hi ha el santuari de la Mare de Déu de la Plana, o Desplà, on hi havia l'escola del municipi.

## L'antic ajuntament de Mont-ros
L'alcaldia de Mont-ros fou exercida, al llarg dels anys, per les persones següents:
- Antoni Vidal (1865)
- Francesc Jaume (1894)

## Activitat econòmica
El terme de Mont-ros era bàsicament agrícola i ramader fins a principis del segle xx. Segons Ceferí Rocafort (op. cit.), la collita consistia en grans, llegums, patates i bones herbes per a la pastura de bestiar de tota mena. Entre els monts públics alienables segons una reial ordre del 1896, apareixen 340 hectàrees de bosc a la Serra de Mont-ros, i 310 a la Tartera de Sant Quirze de Pobellà i Paüls de Flamisell. Hi fa constar que el terme hi havia plom argentífer.
Amb la construcció de les centrals elèctriques de la Vall Fosca, començaren a canviar notablement les perspectives econòmiques de la vall.
En el terme de Mont-ros, el canvi arribà sobretot amb la construcció de la central elèctrica de Molinos, construïda el 1916, i amb la posterior de la Plana de Mont-ros, el 1931.
A prop de la Plana de Mont-ros hi havia hagut una petita mina de carbó, explotada abans del 1936, i recentment (principis dels noranta del segle xx) s'hi han fet prospeccions de cara a la trobada d'urani.